# 24147 Stefanmuller
24147 Stefanmuller là một tiểu hành tinh vành đai chính với chu kỳ quỹ đạo là 1333.2290452 ngày (3.65 năm).
Nó được phát hiện ngày 14 tháng 11 năm 1999.